# Cesare Liverziani
Cesare Massimiliano Liverziani (* 20. November 1878 in Rom; † nach 1906) war ein italienischer Sportschütze.

## Erfolge
Cesare Liverziani nahm an den Olympischen Zwischenspielen 1906 in Athen in sechs Pistolen-Wettkämpfen teil. Mit der Schnellfeuerpistole belegte er den sechsten und mit dem Freien Revolver den achten Rang. Den neunten Platz sicherte er sich mit dem zeitgenössischen Militärrevolver, während er mit dem Modell aus dem Jahr 1874 nicht über den 24. Platz hinauskam. Den Wettbewerb mit der Duellpistole auf Kommando beendete er nicht. Mit der Duellpistole ohne Kommando erzielte er 30 Treffer und belegte mit dabei 233 getroffenen Ringen hinter Léon Moreaux und vor Maurice Lecoq den zweiten Platz, womit er die Silbermedaille gewann.